# ميرو الأول
ميرو الأول (؟ - 966م) هو كونت برشلونة وجرندة وأوسونا بين عامي 947 و966 إلى جانب أخيه بورل الثاني. اعتزل والده سونير كونت برشلونة الحكم في عام 947، ليترك تدبر شئون الكونتية له ولأخيه. توفي في عام 966، ليبقى أخوه بورل منفرداً بحكم كونتية برشلونة.